# Strategia ślimaka
Strategia ślimaka (hiszp. La estrategia del caracol) – kolumbijski komediodramat z 1993 roku w reżyserii Sergia Cabrery, zrealizowany w ramach międzynarodowej koprodukcji.
Obraz miał swoją premierę w Kolumbii 25 grudnia 1993 roku. Następnie prezentowany był w ramach sekcji "Forum Nowego Kina" na 44. MFF w Berlinie i zdobył główną nagrodę Złotego Kłosa na MFF w Valladolid. Film Cabrery był oficjalnym kolumbijskim kandydatem do Oscara dla najlepszego filmu nieanglojęzycznego, ale ostatecznie nie zdobył nominacji.

## Fabuła
Po latach spokojnej egzystencji w starym opuszczonym domu, jego lokatorzy otrzymują nakaz eksmisji, spowodowanej miejskim programem rewitalizacji. Ludzie robią wszystko, by pozostać na miejscu, ale bez powodzenia. Jeden z nich próbuje przynajmniej walczyć o godność.

## Obsada
- Carlos Vives – José Antonio Pupo
- Frank Ramírez – "Perro" Romero
- Fausto Cabrera – Jacinto Ibarburen
- Vicky Hernández – Eulalia
- Ernesto Malbran – Lazaro
- Florina Leimatre – Gabriel/Gabriela
- Humberto Dorado – Víctor Honorio Mosquera
- Victor Mallarino – dr Holguín
- Luis Fernando Munera – Gustavo Calle Isaza
- Edgardo Roman – sędzia Díaz
- Sain Castro – Justo
- Delfina Guido – Misia Trina
- Salvatore Basile – Matatigres
- Ulises Colmenares – Arquímedes
- Luis Chiappe – Diogenes
- Luis Fernando Montoya – Hermes
- Rosa Virginia Bonilla – Dona Concepción
- Clemencia Gregory – dziennikarka[4]

## Produkcja
Zdjęcia kręcono w Bogocie.